# Zbizuby
Zbizuby (německy Sbisub) jsou obec v okrese Kutná Hora ve Středočeském kraji. Leží asi 25 kilometrů jihozápadně od Kutné Hory a sedm kilometrů jihozápadně od Uhlířských Janovic. Žije v ní 503 obyvatel. Součástí obce jsou i vesnice Hroznice, Koblasko, Makolusky, Nechyba, Vestec, Vlková a Vranice.

## Historie
První písemná zmínka o obci pochází z roku 1295.
V obci Zbizuby (přísl. Koblasko, Nechyba, 460 obyvatel) byly v roce 1932 evidovány tyto živnosti a obchody: 4 hostince, kovář, družstevní lihovar, mlýn, 2 obchody se smíšeným zbožím, 3 trafiky.

## Obyvatelstvo
| Rok            | 1869  | 1880  | 1890  | 1900  | 1910  | 1921  | 1930  | 1950 | 1961 | 1970 | 1980 | 1991 | 2001 | 2011 | 2021 |
| -------------- | ----- | ----- | ----- | ----- | ----- | ----- | ----- | ---- | ---- | ---- | ---- | ---- | ---- | ---- | ---- |
| Počet obyvatel | 1 499 | 1 542 | 1 516 | 1 564 | 1 389 | 1 281 | 1 120 | 765  | 738  | 590  | 483  | 399  | 388  | 448  | 481  |
| Počet domů     | 193   | 213   | 224   | 215   | 213   | 216   | 231   | 223  | 199  | 181  | 158  | 166  | 191  | 212  | 229  |

## Obecní správa

### Územněsprávní začlenění
Dějiny územněsprávního začleňování zahrnují období od roku 1850 do současnosti. V chronologickém přehledu je uvedena územně administrativní příslušnost obce v roce, kdy ke změně došlo:
- 1850 země česká, kraj Pardubice, politický okres Kolín, soudní okres Uhlířské Janovice[7]
- 1855 země česká, kraj Čáslav, soudní okres Uhlířské Janovice
- 1868 země česká, politický okres Kutná Hora, soudní okres Uhlířské Janovice
- 1939 země česká, Oberlandrat Kolín, politický okres Kutná Hora, soudní okres Uhlířské Janovice[8]
- 1942 země česká, Oberlandrat Praha, politický okres Kutná Hora, soudní okres Uhlířské Janovice[9]
- 1945 země česká, správní okres Kutná Hora, soudní okres Uhlířské Janovice[10]
- 1949 Pražský kraj, okres Kutná Hora[11]
- 1960 Středočeský kraj, okres Kutná Hora
- 2003 Středočeský kraj, obec s rozšířenou působností Kutná Hora

## Doprava
Dopravní síť
- Pozemní komunikace – Obcí prochází silnice II/125 Kolín - Uhlířské Janovice - Zbizuby - Kácov - Vlašim.

- Železnice – Územím obce vede železniční trať 212 Čerčany - Světlá nad Sázavou. Jedná se o jednokolejnou regionální trať, zahájení dopravy bylo roku 1901. Na území obce leží železniční zastávka Vranice.

Veřejná doprava 2011
- Autobusová doprava – Z obce jezdily autobusové linky do Kácova, Kolína, Uhlířských Janovic a Vlašimi (dopravce ČSAD Benešov, a. s.), do Kolína, Vlašimi, Tábora a Českých Budějovic (dopravce Okresní autobusová doprava Kolín, s. r. o.), do Kácova, Kutné Hory, Petrovic, Uhlířských Janovic, Sázavy a Zruče nad Sázavou (dopravce Veolia Transport Východní Čechy, a. s.).

- Železniční doprava – Železniční zastávkou Vranice jezdilo v pracovní dny 11 párů osobních vlaků, o víkendu 10 párů osobních vlaků.